# クリストフェル・サカリアセン
クリストフェル・サカリアセン (Kristoffer Zachariassen , 1994年1月27日 - )は、ノルウェー・ホルダラン県ソトラ出身のサッカー選手。ネムゼティ・バイノクシャーグI・フェレンツヴァーロシュTC所属。ポジションはMF。

## クラブ経歴
2012年にアデコリーガエン (2部リーグ)のネスト＝ソトラ・フォトバルのトップチームに昇格し、プロデビュー。2016年8月18日にサルプスボルグ08と契約し、2017年に加入。初のエリテセリエンでのプレーとなった2017年シーズンは、リーグ戦29試合8ゴールを記録。以降も中心選手として活躍し、3年間で20ゴールを決めた。
2019年12月4日、ローゼンボリBKと契約。加入1年目の2020年シーズンは自己最多の12ゴールを記録。翌2021年シーズンも途中まで12試合8ゴールを決めた。
2021年7月15日、フェレンツヴァーロシュTCと契約した。

## 代表経歴
2021年6月にノルウェー代表に初招集。同月8日のギリシャ戦で先発で起用され、代表デビューを果たした。